# Yindu
Yindu är ett distrikt i staden Anyang i Henan-provinsen, Kina. Orten är särskilt känd för Yin Xu, som är ruinerna efter Shangdynastins sista huvudstad.